# Alogonia perissalis
Alogonia perissalis är en fjärilsart som beskrevs av William Schaus 1916. Alogonia perissalis ingår i släktet Alogonia och familjen nattflyn. Inga underarter finns listade i Catalogue of Life.